# Чапа-де-Мота
Чапа-де-Мота (исп. Chapa de Mota) — посёлок и административный центр одноимённого муниципалитета в мексиканском штате Мехико. Численность населения, по данным переписи 2010 года, составила 914 человек.